# Sacatove
Sacatove est une nouvelle de Leconte de Lisle qui retrace le marronnage d'un esclave éponyme à l'île Bourbon (actuelle île de La Réunion). Paru en 1846, ce court récit en prose permet à l'auteur de se poser en promoteur de l'abolition de l'esclavage.

## Adaptations
- Charles-Marie Leconte de Lisle et Mélina Payet (scénario) (ill. Olivier Giraud), Sacatove : une libre adaptation de la nouvelle de Leconte de Lisle (Bande dessinée), Saint-Denis, Orphie, 2022, 111 p. (ISBN 9791029805646, OCLC 1371821538, BNF 47195656)